# José Valentim Fialho de Almeida
José Valentim Fialho de Almeida (* 7. Mai 1857 in Vila de Frades, Distrikt Beja, Alentejo, Portugal; † 4. März 1911 in Cuba, Distrikt Beja, Alentejo, Portugal) war ein bedeutender portugiesischer Schriftsteller und Journalist. Neben Eça de Queiroz war er der bedeutendste Naturalist Portugals im 19. Jahrhundert, darüber hinaus auch einer der bedeutendsten Erzähler der portugiesischen Literatur. Fialho de Almeida war einer der führenden Intellektuellen Portugals seiner Epoche.

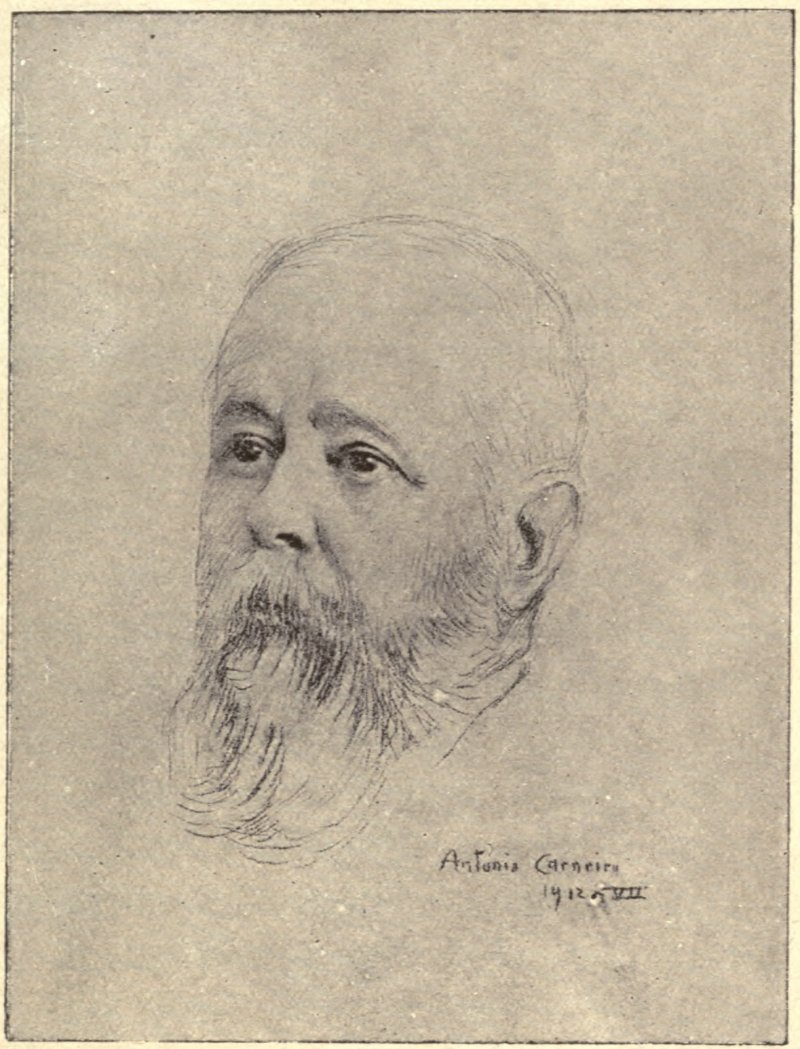
Fialho de Almeida in den letzten Lebensjahren

## Leben
Jose Valentim Fialho de Almeida wurde 1857 in einer Gemeinde des Alentejo im Süden Portugals geboren. Sein Vater war Lehrer.
1866 zog die Familie nach Lissabon, wo er auch die Schule besuchte. Mit 15 Jahren musste er aus ökonomischen Gründen das Internat verlassen und wurde Praktikant der Pharmazie. Seine ersten Texte begann er 1877 zu verfassen und 1881 wurden die ersten davon publiziert, in den gängigen damaligen Zeitungen Portugals, so im Correo da Amanha, O Contemporaneo, Os Dois Mundos, O Reporter u. v. a. 1879 immatrikulierte er sich als Student der Medizin mit Fachgebiet Chirurgie an der Universität. 1880 gründete er die literarische Zeitschrift „A Cronica“, in der er unter dem Pseudonym „Valentim Demonio“ Artikel schrieb.
1892 wurde in Porto sein erstes eigenes Buch publiziert, der Band mit Erzählungen „Contos“, gewidmet Camilo Castelo Branco, den er verehrte. 1893 heiratete er eine Frau aus seiner Heimat Alentejo, die aber nach nur einem Jahr Ehe verstarb. Erst 1895 machte er sein medizinisches Examen, praktizierte aber niemals als Arzt.
Seinen bedeutendsten Beitrag zur portugiesischen Literatur machte er als Herausgeber der Monatszeitschrift „Os gatos“, von 1889 bis 1894, in der viele weitere Artikel von ihm erschienen. In diesen 57 Glossen und Artikeln zeichnete er eine Chronik des portugiesischen Lebens nach, so wie die Menschen lebten.
Sein großer Konkurrent war Jose Maria Eça de Queiros, vor allem als Naturalist.
Sein Werk ist bisher nicht ins Deutsche übersetzt worden.
Der Schriftsteller starb mit 53 Jahren in seiner geliebten Heimat, dem Alentejo.

## Das Werk Fialho de Almeidas
Sein berühmtestes Buch ist „Os pais das uvas“ (Das Land der Trauben), ein Band mit Erzählungen, 1893 veröffentlicht. In diesem Band sind rund 20 Erzählungen versammelt, die man als naturalistisch-soziologische Versuche werten kann. Fialho versuchte darin, die Ausgestoßenen, die Kaputten der Gesellschaft detailgetreu darzustellen, dabei schreckte er auch vor der Darstellung des Grauenhaften, Abnormen, Ekelerregenden, Schockierenden nicht zurück. Das gilt auch für die anderen Erzählungen, die in der Folge erschienen. Auch zeigte er sich neben Guerra Junqueiro als ein literarischer Vorkämpfer gegen die Monarchie. In seinen Werken wurden einige Neologismen gebildet, in der Sprache setzte er von volkstümlichen Vokabular bis hin zu Vulgärsprache alles ein, was die Kraft der Sprache zu bieten hatte. Sein Kampf war immer für die Unterdrückten, die Armen der portugiesischen Gesellschaft, was ihn zu einem großen Moralisten seines Landes machte.

## Persönlichkeit
Die Persönlichkeit von Fialho de Almeida wird als die eines hochsensiblen, jedoch gescheiterten Menschen beschrieben. So studierte er noch bis Ende dreißig und konnte seinen Traum, als Arzt zu praktizieren, niemals verwirklichen. Er schrieb einmal, dass er nicht in der Lage sei, einen Roman zu schreiben. Als Bohemien hängte er in diversen Cafés der Hauptstadt ab, so im berühmten A Brasileira oder im Martinho da Arcada, dem Treff der Lissaboner Boheme und Literaturszene. Auch sei er ein sehr schlechter Student gewesen. In einer biographischen Notiz vermerkte er einmal, dass es sein Traum gewesen wäre, als einfacher Bauer zu leben. Insgesamt sei er eine sehr unstete und wankelmütige Persönlichkeit gewesen.

## Werke
- Contos, (Erzählungen), 1882.
- Lisboa Galante, Erzählungen, 1890.
- A Cidade do Vivica, Erzählungen, 1893.
- Os pais das uvas (Das Land der Trauben), Erzählungen, 1893.
- Gatos, (Katzen), Buch mit diversen Glossen und Artikeln, die zwischen 1889 und 1894 erschienen, 1894.